# Wilhelm Schubert (General)

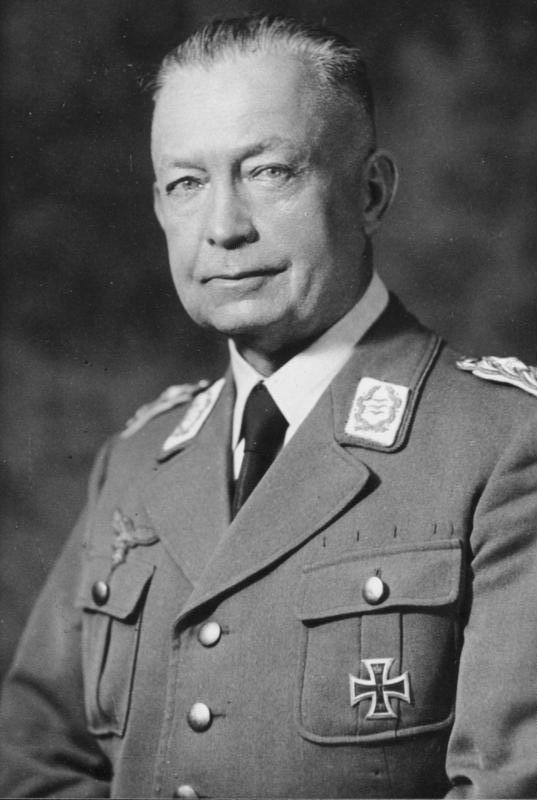
Wilhelm Schubert, 1941

Wilhelm Schubert (* 12. November 1879 in Görlitz; † 26. Juni 1972 in München) war ein deutscher Offizier, von März 1941 bis Juli 1942 Leiter des Wirtschaftsstabes Ost, zuletzt General der Luftwaffe im Zweiten Weltkrieg.

## Leben
Schubert trat am 21. März 1898 als Offiziersanwärter in die Armee ein. Im Ersten Weltkrieg war Schubert 1915 zunächst Verbindungsoffizier zur 1. bulgarischen Armee und anschließend bis Frühjahr 1918 zur 2. bulgarischen Armee. Von Mai 1918 bis Ende Januar 1919 war er zur Verfügung der Obersten Heeresleitung abgestellt und von Mai bis November 1918 Militärattaché bei der Deutschen Vertretung in Moskau.
Nach Kriegsende war Schubert von 1919 bis 1920 Leiter des Grenzschutz Ost. 1921 war er als Berater im Reichswirtschaftsministerium tätig und wurde Ende des Jahres vorgeblich in den Ruhestand versetzt. 1922 und 1923 war Schubert Mitglied der Kommission des Truppenamtes, welche sich mit der Vorbereitung der Zusammenarbeit zwischen Reichswehr und Roter Armee befasste.
Bis 1925 war Schubert sodann im Rahmen einer deutsch-sowjetischen Militärkooperation bei der Rüstungsfirma Junkers Flugzeug- und Motorenwerke in Dessau angestellt. Die UdSSR hatte Junkers F 13 und später eine Militärversion der Junkers G 24 bestellt, welche im Moskauer Stadtteil Fili-Park ausgeliefert bzw. bewaffnet wurden.
1925 promovierte Schubert zum Dr. der politischen Wissenschaften. Anschließend war er zunächst bis Anfang 1928 als Ausbilder bei Manövern der Schwarzen Reichswehr im Wehrkreis III, Potsdam tätig. Von 1928 bis 1930 setzte er seine Ausbildertätigkeit bei der türkischen Militärakademie in Istanbul fort.
Von August 1934 bis Ende 1935 war Schubert Reserveoffizier im Wehrkreis III Berlin. Mit Anfang des Jahres 1936 wurde er Ausbilder der Luftkriegsakademie und war im Generalstab bei Hermann Göring. Von April 1938 bis Ende Februar 1939 war er sodann im Kriegswirtschaftsamt beim Oberkommando der Wehrmacht in Berlin. Ab März 1939 bis September 1940 war Schubert bei der Rüstungsinspektion im Wehrkreis VII München, die Waffen von den Rüstungsbetrieben für die Wehrmacht abnahm. Anschließend war er bis Ende März 1941 Rüstungsinspekteur im Großraum Paris.
Von März 1941 bis Ende Juli 1942 war Schubert Leiter des dem Wirtschaftsführungsstab Ost unterstellten Wirtschaftsstabs Ost, welcher sich mit den ökonomischen Belangen und den Perspektiven für eine Ausnutzung der eroberten sowjetischen Gebiete im Zuge des Überfalls auf die Sowjetunion (Unternehmen Barbarossa) beschäftigte. Schubert wurde hier als Kenner der UdSSR eingesetzt. Er trug die Verantwortung dafür, dass die politischen Vorgaben in der Wirtschaftsorganisationen über die militärischen Aufgaben dominierten und diese letztlich vernachlässigt wurden. Nach Einschätzung des Militärhistorikers Rolf-Dieter Müller war Schubert „als antisemitischer Oststratege Verfechter eines ‚Kreuzzuges’ gegen den Bolschewismus“. Zum 1. August 1942 verlor er seinen Posten – offiziell aus Altersgründen, tatsächlich aber „wegen seiner nachweislichen Führungsschwäche“.
Im Mai 1941 leitete Schubert Sitzungen des Wirtschaftsstabes Ost, auf deren Tagesordnung der Hungerplan war. Er nahm am 2. Mai 1941, sieben Wochen vor dem deutschen Überfall auf die UdSSR, an einer Besprechung von Staatssekretären mit hohen Wehrmachtsoffizieren „über Barbarossa“ teil, deren Protokoll ausführt, dass „der Krieg nur weiter zu führen (ist), wenn die gesamte Wehrmacht im 3. Kriegsjahr aus Russland ernährt wird. Hierbei werden zweifellos zig Millionen Menschen verhungern, wenn von uns das für uns Notwendige aus dem Lande herausgeholt wird.“ Unter anderem wurde unter Schubert die Dichte des Militärverwaltungsnetzes geplant, das Todhungern sollte mit geringem Verwaltungsaufwand geschehen. Die Konzepte provozierten das massenhafte Sterben von Menschen durch Verhungern durch Raub der Nahrungsmittel. Als wirtschaftspolitische Handlungsanleitung diente die so genannte Grüne Mappe, die von seinem Gremium ausgearbeitet worden war.
In einer Ausarbeitung zum Wirken des Wirtschaftsstabes Ost, die er am 20. Juli 1965 dem Bundesarchiv-Militärarchiv Freiburg zukommen ließ, führte Schubert aus, die Geschichte des Wirtschaftsstabes Ost habe gezeigt, „dass eine nützliche Zusammenarbeit zwischen NSDAP und Wehrmacht auf antibolschewistischer Basis möglich gewesen ist“.

## Auszeichnungen
- Eisernes Kreuz (1914) II. und I. Klasse
- Ritterkreuz des Königlichen Hausordens von Hohenzollern mit Schwertern
- Wehrmacht-Dienstauszeichnung IV. bis I. Klasse

## Weblink
- Bundesarchiv zu General Wilhelm Schubert